# هیلی مک‌کلنی
هیلی مک‌کلنی (انگلیسی: Haylie McCleney؛ زادهٔ ۱۱ ژوئیهٔ ۱۹۹۴) بازیکن سافت‌بال اهل ایالات متحده آمریکا است.
وی در مسابقات کشوری و بین‌المللی در مجموع برندهٔ ۱ مدال نقره شده‌است.